# Makrakómi
Makrakómi (Makrakomi) är en ort i Grekland.   Den ligger i prefekturen Fthiotis och regionen Grekiska fastlandet, i den centrala delen av landet, 170 km nordväst om huvudstaden Aten. Makrakómi ligger 130 meter över havet och antalet invånare är 2 245.
Terrängen runt Makrakómi är kuperad åt nordost, men åt sydväst är den bergig.Runt Makrakómi är det ganska glesbefolkat, med 24 invånare per kvadratkilometer. Närmaste större samhälle är Spercheiáda, 4,0 km söder om Makrakómi. == Kommentarer ==
1. ↑  Framräknat ur variansen i alla höjduppgifter (DEM 3") från Viewfinder Panoramas, inom 10 km radie.[2] Mer om algoritmen finns här: Användare:Lsjbot/Algoritmer.